# 호리에 미츠코
호리에 미츠코(堀江 美都子, 1957년 3월 8일 ~ )는 일본의 가나가와현 야마토시 출신의 가수, 성우이자 배우로 본명은 아사미 미츠코(浅見 美都子)이다. 애칭은 밋치(ミッチ). 에디트(エディット), 아오니 프로덕션(青二プロダクション)소속이다.

## 출연작품

### 애니메이션 음악
- 들장미 소녀 캔디 엔딩, 오프닝
- 개구리 왕눈이 엔딩, 오프닝
- 꽃 천사 루루 오프닝
- 키다리 아저씨 엔딩, 오프닝
- 닥터 슬럼프 엔딩
- 마그넷 로보 가킹 엔딩, 오프닝 (미즈키 이치로와 함께 부름)

### 애니메이션
- 우주마신 다이켄고의 (크레오)
- 미소녀전사 세일러문 세일러 스타즈 (갤럭시아)
- 초인 로크 - 로드레온 (플로라)
- 사이버시티 오에도 808 (오쿄)
- 비밀의 앗코쨩 (앗코)